# Gunzendorf (Geslau)
Gunzendorf ist ein Gemeindeteil der Gemeinde Geslau im Landkreis Ansbach (Mittelfranken, Bayern). Die Gemarkung Gunzendorf hat eine Fläche von 8,279 km². Sie ist in 894 Flurstücke aufgeteilt, die eine durchschnittliche Fläche von 9260,28 m² haben. In ihr liegen neben dem namensgebenden Ort die Gemeindeteile Aidenau und Steinach am Wald.

## Geografie
Das Dorf liegt am Mühlbach, einem rechten Zufluss des Kreuthbachs, der wiederum ein rechter Zufluss der Altmühl ist. 0,5 km nordwestlich liegt das Johanniterholz und der Karrachwald, 0,75 km nördlich erhebt sich der Schneidberg. Die Staatsstraße 2250 verläuft unmittelbar südlich des Ortes nach Geslau (1,8 km östlich) bzw. nach Neusitz (5 km westlich). Zwei Gemeindeverbindungsstraßen führen jeweils die St 2250 kreuzend nach Aidenau (1,8 km südwestlich) bzw. nach Reinswinden zur Kreisstraße AN 7 (2 km südlich). Ein Anliegerweg führt zur Karrachmühle (1,7 km nordwestlich).

## Geschichte
Im 16-Punkte-Bericht des brandenburg-ansbachischen Oberamts Colmberg von 1608 wurden für Gunzendorf 20 Mannschaften verzeichnet: 7 Anwesen unterstanden dem Kastenamt Colmberg und 13 Anwesen dem hohenlohischen Amt Schillingsfürst. Das Hochgericht übte das Vogtamt Colmberg aus. Im 16-Punkte-Bericht des Oberamts Colmberg von 1681 waren die grundherrschaftlichen Verhältnisse für Gunzendorf unverändert.
Gegen Ende des 18. Jahrhunderts gab es in Gunzendorf 30 Anwesen. Das Hochgericht und die Dorf- und Gemeindeherrschaft übte weiterhin das Vogtamt Colmberg aus. Grundherren waren das Kastenamt Colmberg (1 Hof, 6 Köblergüter) und das Amt Schillingsfürst (23 Anwesen: 4 Halbhöfe, 9 Güter, 1 Mühlgut, 1 halbes Söldengut, 1 halbes Leerhaus, 1 Dreiviertelhaus, 5 Halbhäuser, 1 Viertelhaus). Neben den Anwesen gab es noch kommunale Gebäude (Hirtenhaus, Armenhaus). Von 1797 bis 1808 unterstand der Ort dem Justizamt Leutershausen und Kammeramt Colmberg.
1806 kam Gunzendorf an das Königreich Bayern. Im Rahmen des Gemeindeedikts wurde Gunzendorf dem 1808 gebildeten Steuerdistrikt Geslau und der 1810 gegründeten Ruralgemeinde Geslau zugeordnet. Mit dem Zweiten Gemeindeedikt (1818) entstand die Ruralgemeinde Gunzendorf, zu der Aidenau, Neumühle und Steinach am Wald gehörten. Sie war in Verwaltung und Gerichtsbarkeit dem Landgericht Leutershausen zugeordnet und in der Finanzverwaltung dem Rentamt Colmberg. Von 1862 bis 1879 gehörte Gunzendorf zum Bezirksamt Ansbach, ab 1880 zum Bezirksamt Rothenburg ob der Tauber (1939 in Landkreis Rothenburg ob der Tauber umbenannt). Die Gerichtsbarkeit blieb beim Landgericht Leutershausen, von 1880 bis 1973 war das Amtsgericht Rothenburg ob der Tauber zuständig, das seit 1973 eine Zweigstelle des Amtsgerichts Ansbach ist. Die Finanzverwaltung wurde 1880 vom Rentamt Rothenburg ob der Tauber übernommen (1919 in Finanzamt Rothenburg ob der Tauber umbenannt, seit 1973 Zweigstelle des Finanzamts Ansbach). Die Gemeinde hatte 1964 eine Gebietsfläche von 8,273 km².
Im Zuge der Gebietsreform in Bayern wurde Gunzendorf am 1. Januar 1972 nach Geslau eingemeindet.

### Baudenkmäler
- mittelalterliches Sandsteinkreuz; südlich von Steinach, an der Gemarkungsgrenze nach Aidenau[15]
- mittelalterliches Sandsteinkreuz; ca. 200 Meter außerhalb des Ortes Richtung Geslau[15]

### Einwohnerentwicklung
Gemeinde Gunzendorf
| Jahr      | 1818   | 1840   | 1852   | 1855   | 1861   | 1867   | 1871   | 1875   | 1880   | 1885   | 1890   | 1895   | 1900   | 1905   | 1910   | 1919   | 1925   | 1933   | 1939   | 1946   | 1950   | 1952   | 1961   | 1970   |
| Einwohner | 265    | 291    | 281    | 279    | 287    | 269    | 285    | 298    | 289    | 279    | 288    | 279    | 283    | 279    | 271    | 266    | 269    | 258    | 236    | 295    | 305    | 285    | 232    | 213    |
| Häuser    | 57     | 53     |        |        |        |        | 54     |        |        | 57     | 58     |        | 57     |        |        |        | 47     |        |        |        | 51     |        | 47     |        |
| Quelle    | [ 17 ] | [ 18 ] | [ 19 ] | [ 19 ] | [ 20 ] | [ 21 ] | [ 22 ] | [ 23 ] | [ 24 ] | [ 25 ] | [ 26 ] | [ 27 ] | [ 28 ] | [ 27 ] | [ 29 ] | [ 27 ] | [ 30 ] | [ 27 ] | [ 27 ] | [ 27 ] | [ 31 ] | [ 27 ] | [ 12 ] | [ 32 ] |

Ort Gunzendorf mit Neumühle
| Jahr      | 001818 | 001840 | 001861 | 001871 | 001885 | 001900 | 001925 | 001950 | 001961 | 001970 | 001987 |
| Einwohner | 134    | 151    | 157    | 157    | 149    | 155    | 129    | 158    | 120    | 118    | 107    |
| Häuser    | 33     | 29     |        |        | 32     | 34     | 28     | 29     | 28     |        | 25     |
| Quelle    | [ 17 ] | [ 18 ] | [ 20 ] | [ 22 ] | [ 25 ] | [ 28 ] | [ 30 ] | [ 31 ] | [ 12 ] | [ 32 ] | [ 1 ]  |

## Religion
Der Ort ist seit der Reformation evangelisch-lutherisch geprägt und bis heute nach St. Kilian (Geslau) gepfarrt. Die Einwohner römisch-katholischer Konfession sind nach St. Johannis (Rothenburg ob der Tauber) gepfarrt.